# Черногорлый варан

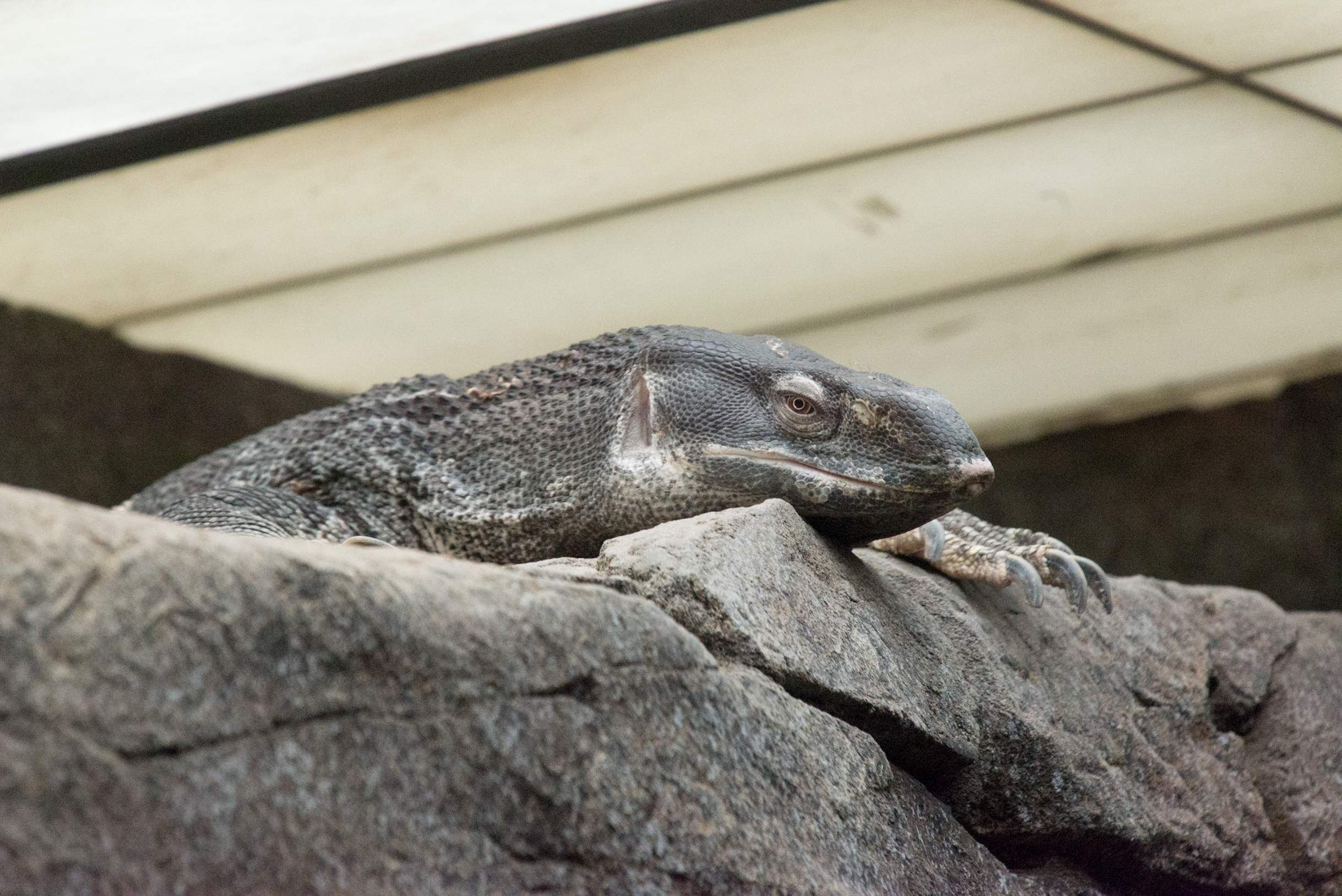

Черногорлый варан (лат. Varanus albigularis ionidesi) — подвид белогорлого варана.

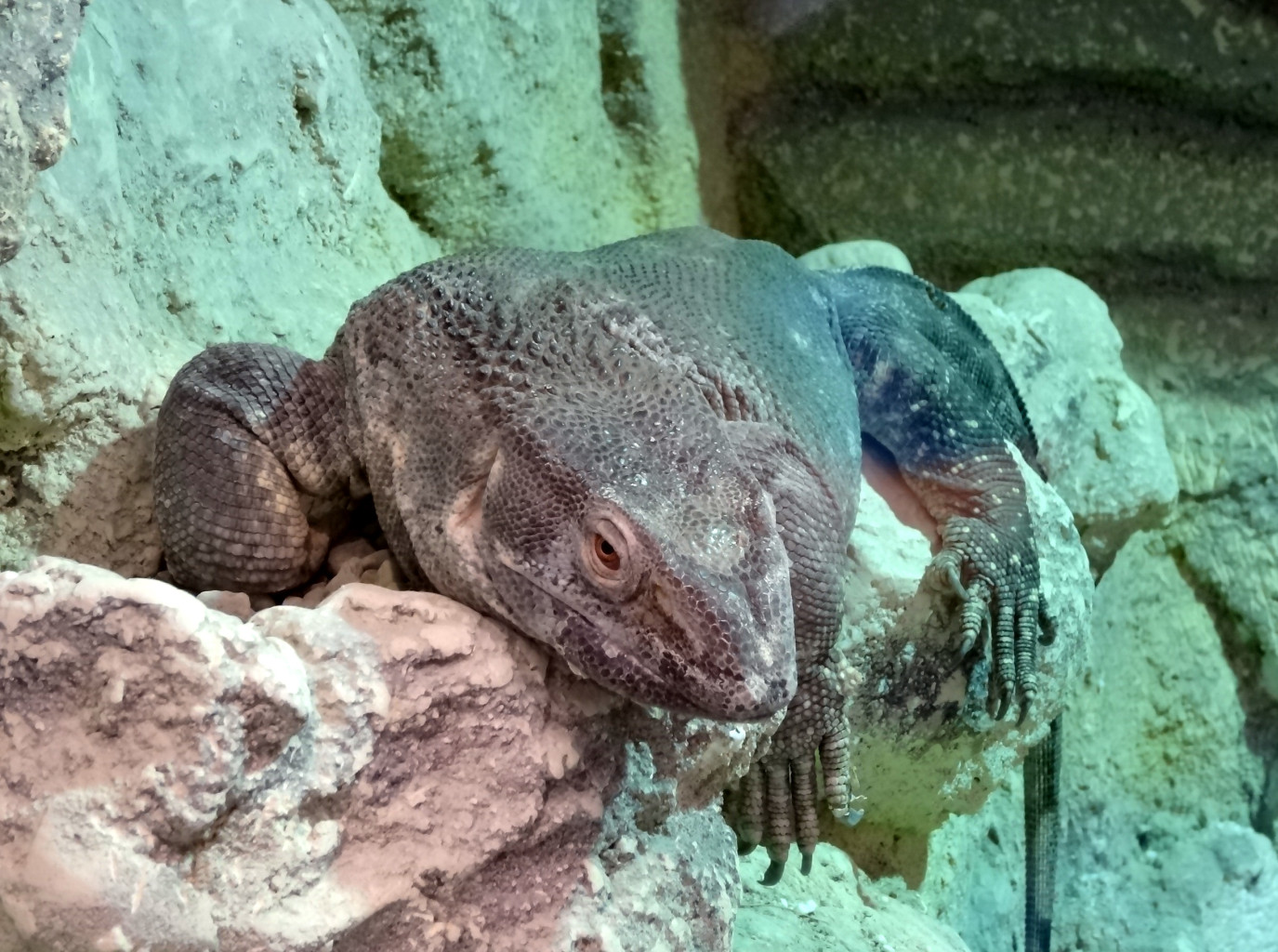
Черногорлый варан в террариуме

## Ареал
Встречается исключительно в Танзании, однако, вероятно, лишь на малой части этой страны.

## Описание
Окрас темно-серо-коричневого цвета, с жёлтыми или белыми отметинами. Черногорлый варан имеет крепкое телосложение и мощные челюсти. Когти на лапах острые и длинные, что помогает варанам хорошо рыть грунт.

### Размеры
Самая крупная ящерица в Африке наравне с нильским вараном, одна из крупнейших в мире. Наиболее крупные особи черногорлых варанов вырастают свыше 2 м в длину (хотя обычно не крупнее 1.5 метров) и в неволе могут весить более 27 кг.

## Питание
Черногорлый варан является неспециализированным хищником и питается всем, что может поймать; в его рацион входят небольшие млекопитающие, змеи (в том числе ядовитые кобры и достаточно крупные питоны), моллюски, ящерицы, птицы, яйца птиц и рептилий, насекомые, ракообразные и даже рыбы. Из-за своих крупных размеров и силы, эти вараны также потенциально представляют опасность для домашних животных, таких как куры, кошки и собаки.